# Chiesa della Beata Vergine delle Grazie (Monteforte d'Alpone)
La chiesa della Beata Vergine delle Grazie, meglio conosciuta come La Madonnina,  è una chiesa sussidiaria della parrocchia di Santa Maria Maggiore in Monteforte d’Alpone; fa parte del vicariato dell'Est Veronese, precisamente dell'Unità Pastorale Soave - Monteforte.

## Storia
La chiesa sorge in una zona piuttosto trafficata, in quanto vi passa il traffico in uscita dalla Val d'Alpone diretto a San Bonifacio (Italia) o verso il casello Soave – San Bonifacio dell’Autostrada A4.

Per un periodo anche al centro della rotonda che smistava il traffico, con gli ultimi lavori effettuati si trova ai margini di essa.
Alla metà del Seicento la strada per Soave si staccava da quella conduceva a San Bonifacio, formando un’ampia curva, come visibile anche da una pergamena del Cinquecento. All’interno della curva già allora era presente un sacello denominato Capitel novo (Capitello nuovo), con un’immagine della Vergine Maria affrescata, che nel tempo si rivelò miracolosa.
Viste le grazie elargite dalla Madonna e l’afflusso di devoti montefortiani e di altre località, si decise di costruire nello stesso luogo una chiesa. L’11 aprile 1672 l’edificio sacro fu terminato e l’altare veniva benedetto con il titolo di Santa Maria delle Grazie.
Il 13 settembre 1707 il Vescovo di Verona e futuro Cardinale Gianfrancesco Barbarigo visitò il luogo di culto, denominato qui per la prima volta come “La Madonnina”, probabilmente a causa delle dimensioni dell’edificio. Esso aveva un solo altare di marmo e i fedeli vi facevano celebrare una Santa Messa nel giorno di sabato, tradizionalmente dedicato alla Madonna.
Il 21 maggio 1731 il Vescovo di Verona Francesco Trevisan visitò la chiesa, confermando che l’immagine dipinta sul muro era conosciuta come miracolosa e molto venerata.
Il 6 ottobre 1845 il Vescovo di Verona Giovanni Pietro Aurelio Mutti, nella sua visita pastorale, constatò che l’immagine mariana era così deteriorata da rimanerne poche tracce. I responsabili della chiesa volevano restaurare il dipinto, ma il Vescovo, visto che la Madonnina rimaneva un luogo di culto frequentato, decise di lasciarlo così com’era.
L’edificio, che non subì danni durante la Seconda Guerra Mondiale, rischiò nella seconda metà del XX secolo di essere demolito in quanto ritenuto un intralcio alla circolazione stradale e un pericolo per gli utenti della strada. Vi furono degli attentati e tentativi d’incendio che però non riuscirono a danneggiarlo pesantemente.
I lavori per ripristinare l’esterno dell’edificio furono eseguiti nell’estate 1979, restaurando la muratura danneggiata, ricostruendo la finestra e il portale distrutti, ma non si ricollocarono i due antichi sedili in pietra. Fu installata una nuova porta lignea, nonché telai e vetri semidoppi alle finestre. Si ristrutturò il tetto.

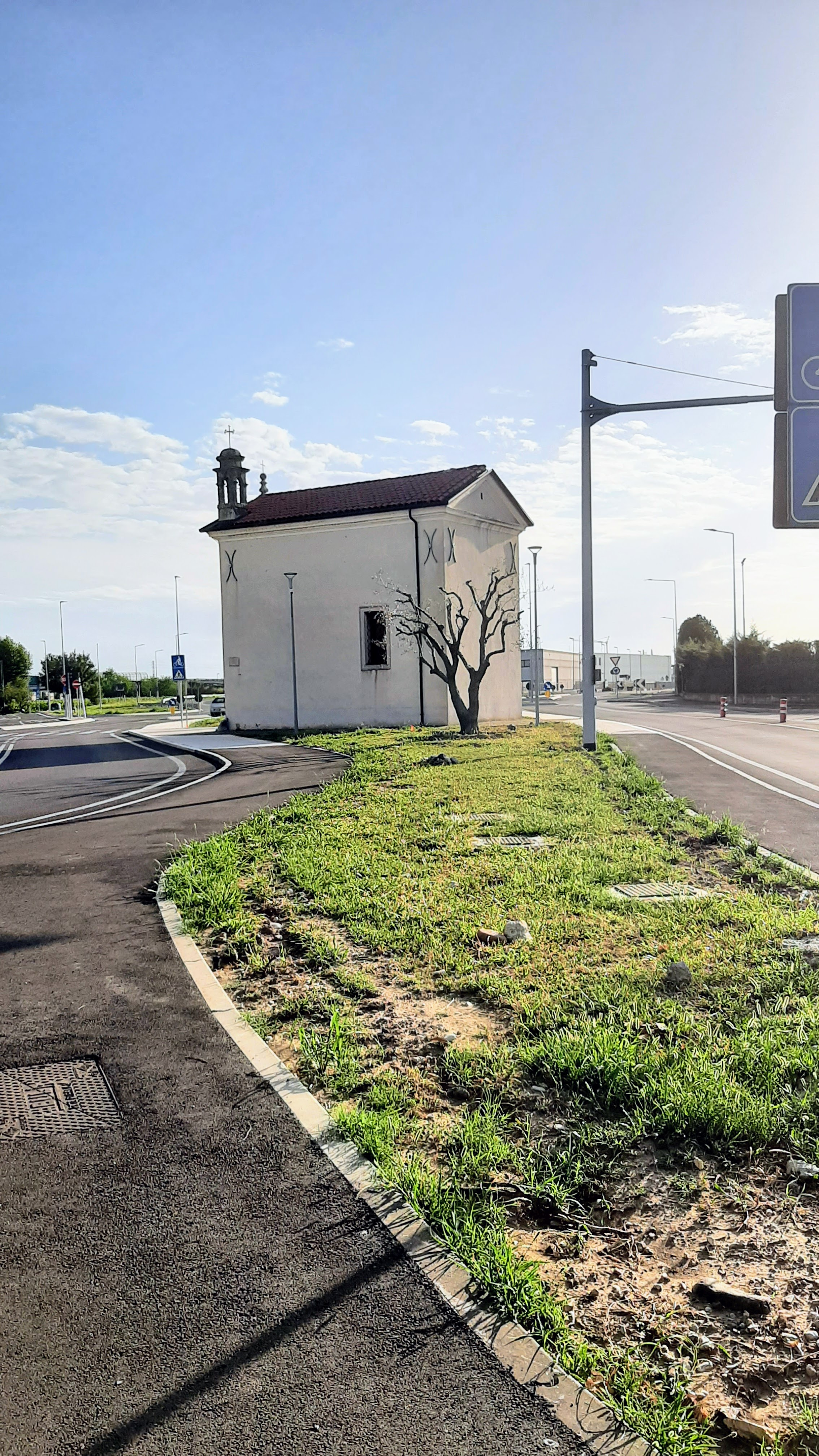
La parete orientale e il retro della chiesetta. Si nota il piccolo campanile.

Nel 1996, grazie ad un comitato voluto dagli abitanti della contrada (che prende il nome dalla chiesa), fu rifatto il controsoffitto danneggiato da un incendio, ridato l’intonaco sia all’interno sia all’esterno (cui seguì la tinteggiatura) e acquistati dei nuovi banchi, il tutto quando da qualche anno la viabilità era stata sistemata con la creazione della rotonda in cui era collocata la chiesa fino al 2023.

## Descrizione

### La facciata
La facciata a capanna, rivolta a sud, presenta un portale scolpito in tufo di Vicenza, con timpano spezzato sostenuto da modiglioni, affiancato da due finestre rettangolari. In alto il frontone triangolare con cornice sporgente presenta un piccolo oculo ed è coronato al suo vertice da un pinnacolo con croce metallica.

### L’interno
L’interno è un’aula a pianta rettangolare senza decorazioni pittoriche, con due ampie finestre sulle pareti laterali. 
Nel presbiterio, elevato di un gradino rispetto all’aula, è collocato l’altare in stile barocco del 1672, in marmo rosato e bianco, con colonne composite, forse opera di lapicidi della Valpolicella. 

La pala in esso presente sostituisce l’originaria immagine miracolosa ed è opera del pittore veronese Luigi Marai, eseguita nel 1884 e raffigurante Maria bambina e Sant'Anna.
Sulla sommità dell’altare, a ricordare che fu la comunità montefortiana a volere la costruzione della chiesa, un angelo stringe tra le ali l’antico stemma del paese.

## Campanile
Sul vertice destro del frontone triangolare della facciata è collocato il campanile in pietra, con cella campanaria aperta da monofore a tutto sesto e coronato da un tamburo a base ottagonale coperto da un cupolino su cui svetta una croce metallica.
Attualmente il campanile è privo della campana.